# Ken Scalabroni
Kenneth James Scalabroni, detto Ken (Boston, 2 settembre 1956), è un allenatore di pallacanestro statunitense.

## Palmarès
- Alpe Adria Cup: 1

Pardubice: 2019-20